# Tadeusz Byliński
Tadeusz Stefan Byliński (Noworadomsk, 13 ottobre 1891 – Białymbłot, 7 luglio 1944) è stato un militare polacco, già distintosi come ufficiale nel corso della prima guerra mondiale, e poi nella guerra sovietico-polacca. Posto in pensione nel 1934, dopo l'occupazione dela Polonia da parte dei tedeschi, avvenuta nel settembre-ottobre 1939, divenne membro della resistenza armata entrando nell'Armia Krajowa. Insignito della Croce d'argento dell'Ordine Virtuti militari.

## Biografia
Nacque il 13 ottobre 1891 a Noworadomsko, figlio di Mieczysław e Zofia Poplińska. Partecipò alla prima guerra mondiale nell file dell'esercito imperiale russo. Dopo che la Polonia riconquistò l'indipendenza, fu accettato in servizio nell'esercito polacco. Prese parte alla guerra polacco-sovietica come capitano di cavalleria nelle file del 2° Reggimento ulani "Grochowskie" per le sue attività militari ricevette la Croce d'argento dell'Ordine Virtuti militari. Il 3 maggio 1922 fu promosso al grado di maggiore con anzianità dal 1 giugno 1919, in servizio ancora il 2° Reggimento ulani a Suwałki. Nel 1923 fu comandante dello squadrone di riserva e nel 1924 quartiermastro del reggimento. Il 12 aprile 1927 fu nominato tenente colonnello con anzianità dal 1° gennaio 1927. Nel 1927 fu trasferito al 16° Reggimento lancieri della Grande Polonia a Bydgoszcz come vice comandante del reggimento. Il 22 marzo 1929 assunse la carica di comandante del reggimento, entrando poi in contrasto con il generale di brigata Wiktor Thommée, comandante della 15ª Divisione fanteria che aveva il comando a Bydgoszcz.
Il 23 marzo 1932 fu trasferito alla carica di Ispettore distrettuale dei cavalli a Brėst. Il 28 febbraio 1934 venne posto in pensione dal comandante del IX Comando di area militare, passando contestualmente in forza al Quadro Ufficiali Distrettuali N. IX. 
Durante la seconda guerra mondiale e l'occupazione tedesca in corso, fu uno degli organizzatori dell'Armia Krajowa a Wyszków, che era subordinato al comandante del distretto di Radzymin. Era membro della delegazione del Consiglio principale di previdenza sociale fondato a Wyszków nel luglio 1941, un'organizzazione di beneficenza il cui compito era aiutare i più poveri. Partecipò alla formazione dei successivi partecipanti alla Rivolta di Varsavia.
Fu fucilato il 7 luglio 1944 dai tedeschi vicino a Białymbłot. Fu sepolto nel cimitero Nadgórze a Wyszków.
Dal 1922 era sposato presso la parrocchia di Sant'Alessandro, a Varsavia, con la signora Romana Leska, stemma Gończa (1897–1976), dalla quale ebbe i figli Jerzy (1925–1944) e Józef (1927–1944), che morirono entrambi durante l'insurrezione di Varsavia.

### Annotazioni
1. ↑  Anche il comandante della locale Scuola sottufficiali, tenente colonnello Franciszek Polniaszek, entrò in contrasto con Thommée e fu successivamente trasferito.

### Fonti
1. 1 2 3 4  Sejm Wielki.
2. 1 2 3 4 5 6  Tadeusz Stefan Byliński.
3. 1 2  Bydgoszcz Wyborcza.
4. 1 2  Wyszkow.
5. ↑  Lista starszeństwa oficerów zawodowych 1922, p. 158.
6. ↑  Rocznik Oficerski 1923, p. 603.
7. ↑  Rocznik Oficerski 1923, p. 678.
8. ↑  Rocznik Oficerski 1924, p. 545.
9. ↑  Rocznik Oficerski 1924, p. 600.
10. ↑  Dz. Pers. MSWojsk., Nr 13 z 20 kwietnia 1927 roku, p. 118.
11. ↑  Dmochowski 1934, p. 69.
12. ↑  Rocznik Oficerski 1928, p. 305.
13. ↑  Rocznik Oficerski 1928, p. 338.
14. ↑  Dz. Pers. MSWojsk., Nr 7 z 22 marca 1929 roku, p. 102.
15. ↑  Dmochowski 1934, p. 73.
16. ↑  Dz. Pers. MSWojsk., Nr 6 z 23 marca 1932 roku, p. 237.
17. ↑  Rocznik Oficerski 1932, p. 141.
18. ↑  Rocznik Oficerski 1932, p. 528.
19. ↑  Dz. Pers. MSWojsk., Nr 11 z 7 czerwca 1934 roku, p. 186.
20. ↑  (PL) Złoty Krzyż Zasługi (PDF), su Monitorpolski, n. 260, 10 Listopada 2028.